# Camp dels Ninots
El Camp dels Ninots està situal a l'extrem oest del terme municipal de Caldes de Malavella. El seu nom és degut a les silicificacions d'òpal que, al créixer, generen formes arronyonades diverses anomenades menilites, conegudes popularment com a ninots.
Es tracta d'un volcà extint de forma gairebé circular, on es pot distingir bé el cràter i també el con, format per elevacions baixes de terreny. El cràter és ple actualment de sediments, i conté un important jaciment paleontològic. Juntament amb el Volcà de la Crosa de Sant Dalmai, és un exponent de l'activitat geològica de la comarca de la Selva. Una de les seves xemeneies aflora al Castell de Malavella, amb espectaculars formacions basàltiques hexagonals.

## Jaciment
El jaciment del Camp dels Ninots de Caldes de Malavella és un volcà d'explosió freatomagmàtic d'edat pliocena en el qual posteriorment s'hi va formar un llac. Aquesta mena d'estructures volcàniques reben el nom de maar. Les particulars condicions geològiques, corresponents a una sedimentació lacustre, el fan ideal per a la preservació de fòssils. L'aparició d'esquelets complets i en connexió anatòmica fan que el jaciment sigui considerat, segons el terme alemany, un Fossol-Lagerstätte.
Els treballs arqueopaleontològics que s'estan duent a terme estan posant al descobert noves dades per a la investigació paleontològica internacional. El projecte de recerca està dirigit per Jordi Agustí, Gerard Campeny i Bruno Gómez de Soler de l'Institut Català de Paleontologia Humana i Evolució Social (IPHES). Tot i que el projecte d'investigació es va iniciar l'any 2003, els resultats obtinguts són extraordinaris. La gran quantitat de fòssils recuperats fins ara, en una superfície que ocupa aproximadament 250.000 m2, fa d'aquest jaciment un indret indispensable per a conèixer els darrers 3 milions d'anys de la nostra història.
La particular geologia del jaciment ha afavorit la conservació de restes animals i vegetals en un estat excepcional. El conjunt de fòssils recuperats al Camp dels Ninots proporciona dades directes referents a l'entorn biològic i climàtic del nord-est peninsular durant el Pliocè i permet contraposar-les als canvis climàtics produïts a Europa en els darrers 3 milions d'anys.
El llac que es va formar al Camp dels Ninots oferia unes condicions òptimes per a la instauració de tot un seguit de dinàmiques ecològiques. Els animals que morien al voltant quedaven submergits per les aigües i els seus cossos acabaven dipositats al fons del llac. Les característiques d'aquestes aigües, carregades de minerals, van ser les que van crear les condicions òptimes per a l'excel·lent conservació dels esquelets que s'han descobert.
La recerca que es desenvolupa agrupa disciplines molt diverses (geologia, paleontologia, arqueologia i botànica) La interrelació de les dades obtingudes ajuda a entendre les dinàmiques des d'un punt de vista global. D'aquesta manera podem conèixe un moment concret en la història de la vida i de la Terra, en el qual un seguit d'animals i de plantes van desaparèixer fruit d'un canvi climàtic.

## Fauna
La fauna recuperada està formada per macrovertebrats,
quelonis, amfibis, peixos i rosegadors. Els macrovertebrats estan representats
per tapirs, de l'espècie Tapirus
arvernensis, bòvids de l'espècie Alephis
tigneresi i rinoceronts de l'espècie Stephanorhinus
jeanvireti. Les tortugues estan representades per les espècies Mauremys leporsa i Chelydropsis cf. pontica . El conjunt fòssil es completa''amb els amfibis formats per
ofegabous (cf. Pleurodeles sp.), tritons palmats (Lissotriton aff.
helveticus) i granotes verdes''(Pelophylax cf. perezi), els peixos d'aigua dolça del grup dels ciprínids (Leuciscus
sp. i Luciobarbus sp.)
i restes aïllades del rosegador Apodemus
atavus. Tota aquesta fauna permet estudiar i explicar com era aquest entorn
i quines eren les relacions que es van establir entre les diverses espècies
animals.
Tant la
coexistència de l'espècie Stephanorhinus jeanvireti amb l'espècie Alephis
tigneresi, com les dades paleomagnètiques
obtingues de tota la seqüència estratigràfica del maar, dona una polaritat
normal (Gauss) per tota la seqüència amb dos canvis invers (Kaena i Mammoth)
que ens situaria el jaciment sobre els 3,1 Ma, prop de la transició entre MN15
i MN16.

## Flora
La flora és molt
abundant i s'ha recuperat a partir de macrorestes vegetals en forma d'empremtes
de fulles, fruits i troncs en les argiles lacustres i de les restes
pol·líniques capturades en el sediment. Aquestes dades ens informen d'un
paisatge i clima de tipus subtropical, amb abundància de les laurisilves
(boscos de llores).
Fins ara, els
estudis realitzats sobre les macrorestes vegetals (empremtes de fulles, fruits,
troncs, etc.) han permès reconstruir amb detall el paisatge dominant d'aquest
entorn des del moment que es va formar el llac fins que aquest es va assecar i
es va omplir del tot de sediment. Actualment, es compta ja amb milers
d'empremtes vegetals de les espècies que hi havien habitat que ens descriu
diverses línies de vegetació de l'entorn immediat del llac. D'aquesta manera,
s'han documentat plantes aquàtiques que devien conformar denses praderies
subaquàtiques, entre les quals s'han recuperat exemplars del gènere Cabomba, típics de regions tropicals, i
del gènere Ranunculus, àmpliament
distribuït en la geografia de la península Ibèrica. També s'ha registrat una
gran quantitat de plantes amfíbies, que vivien submergides en zones poc
profundes i someres. Aquest és el cas de les bogues, de les canyes i dels
esparganis, que tenen les arrels i els rizomes submergits en l'aigua, i les
tiges, les fulles i les inflorescències, emergides. A les vores d'aquestes
zones pantanoses es va desenvolupar un bosc de ribera, constituït
fonamentalment per verns, si bé s'han documentat altres espècies vegetals, com
ara els pollancres, els salzes, els plataners, etc. Lluny de les aigües del
llac i darrere dels boscos de ribera hi havia les laurisilves. Semblantment al
que s'esdevé actualment als boscos de llorers del sud de la Xina i del Japó, a
més de lauràcies, aquests boscos pliocens contenien alzines subtropicals,
grèvols i alguns arbres caducifolis, com ara els noguers.

## Ecosistema
En
definitiva, els treballs sistemàtics
d'excavació en el jaciment del Camp dels Ninots estan posant al descobert un
autèntic tresor per a la paleontologia i la paleobotànica internacional. La
gran quantitat i variabilitat del registre recuperat amb una excel·lent estat
de conservació ben mereix l'adjectiu de Fossil-Lagerstätte.
La seva excepcionalitat no només ofereix una oportunitat única per estudiar
l'ecosistema del nostre entorn durant el Pliocè, sinó que ens proporciona unes
dades paleoambientals que ens ajudaran a entendre les dinàmiques climàtiques
que s'han vingut desenvolupant fins als nostres dies.
El novembre de 2015 van ser declarats béns culturals d'interès nacional.